# Doliocarpus humboldtianus
Doliocarpus humboldtianus är en tvåhjärtbladig växtart som beskrevs av Aymard. Doliocarpus humboldtianus ingår i släktet Doliocarpus och familjen Dilleniaceae. Inga underarter finns listade i Catalogue of Life.